# Charles Ratton
Charles Ratton (* 11. März 1895 in Mâcon; † 21. Juli 1986 in Villefranche-sur-Mer) war ein französischer Kunsthändler, der sich der afrikanischen, ozeanischen und präkolumbischen Kunst widmete.

## Leben
Charles Ratton, der Sohn eines Hutmachers, studierte, mit einer vierjährigen Unterbrechung durch den Ersten Weltkrieg, Kunstgeschichte an der École du Louvre. Sein Bruder Maurice Ratton wurde ebenfalls Kunsthändler, sein Neffe Lucas Ratton führte später die Geschäfte fort. Beeinflusst durch die Kunst des Kubismus entwickelte Ratton bereits in den 1920er Jahren einen Faible für die Vermarktung der Kunst afrikanischer Völker, für die seinerzeit Bezeichnungen wie Negerkunst oder Stammeskunst üblich waren (Art premier, Tribal art). In den 1910er Jahren hatte Paul Guillaume diese Kunst entdeckt, mit ihr zu handeln begonnen und damit das Interesse der europäischen Avantgardekünstler geweckt.
Ratton erhielt 1927 den Gewerbeschein für seine „Galerie Charles Ratton“ in der Rue de Marignan im 8. Arrondissement, wo er sechzig Jahre lang arbeitete. Im Jahr 1930 organisierten Tristan Tzara, der Galerist Pierre Loeb und er die Exposition d’art africain et océanien, deren Durchführung wegen sieben, als obszön bekämpften Ausstellungsstücken zu scheitern drohte, bis der Hausherr Henri de Rothschild die Ausstellung gegen die Zensur durchsetzte.

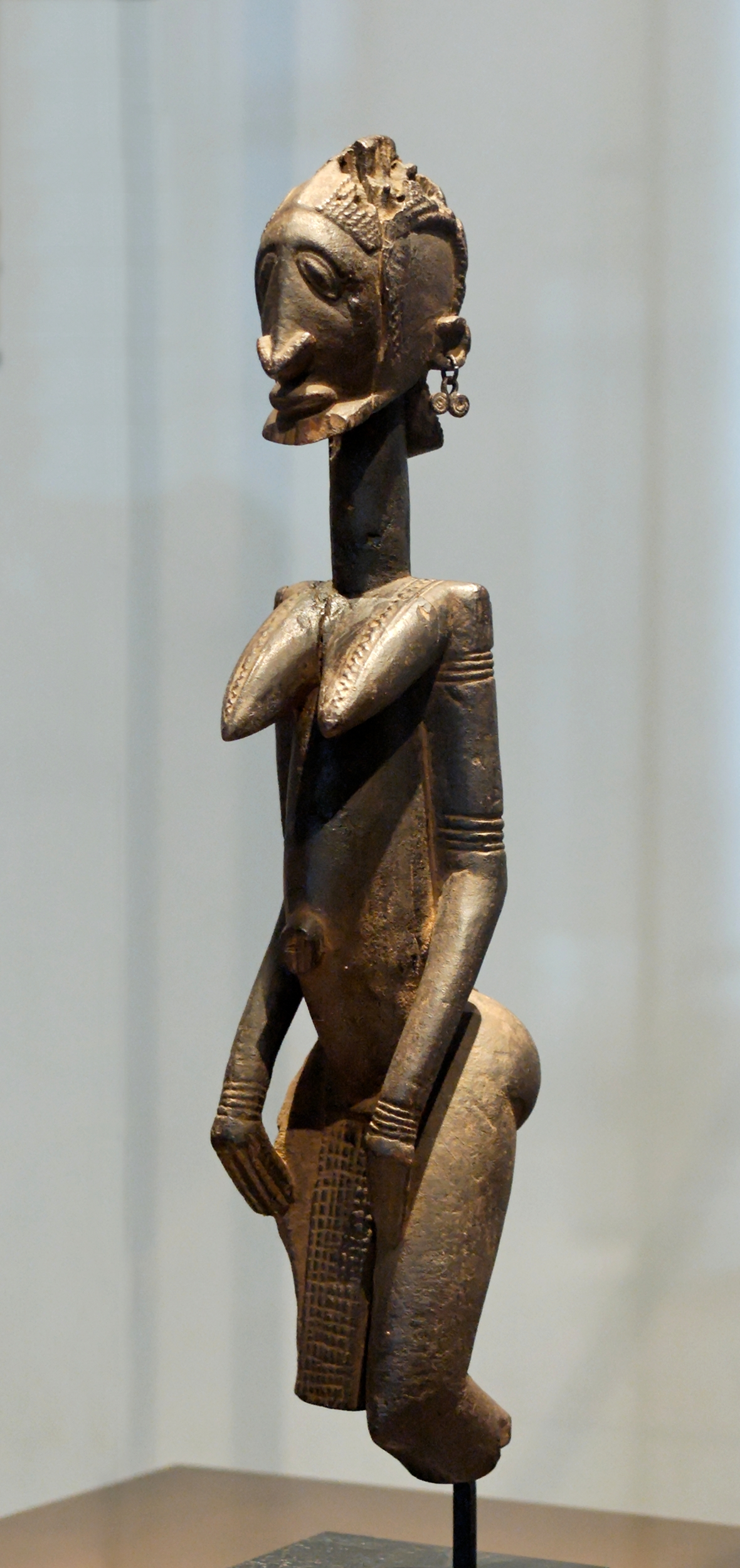
Dem Maître des Yeux Obliques zugeordnete anthropomorphe Holzstatuette (17. oder 18. Jahrhundert), früher in der Sammlung Ratton, seit 1999 im Louvre

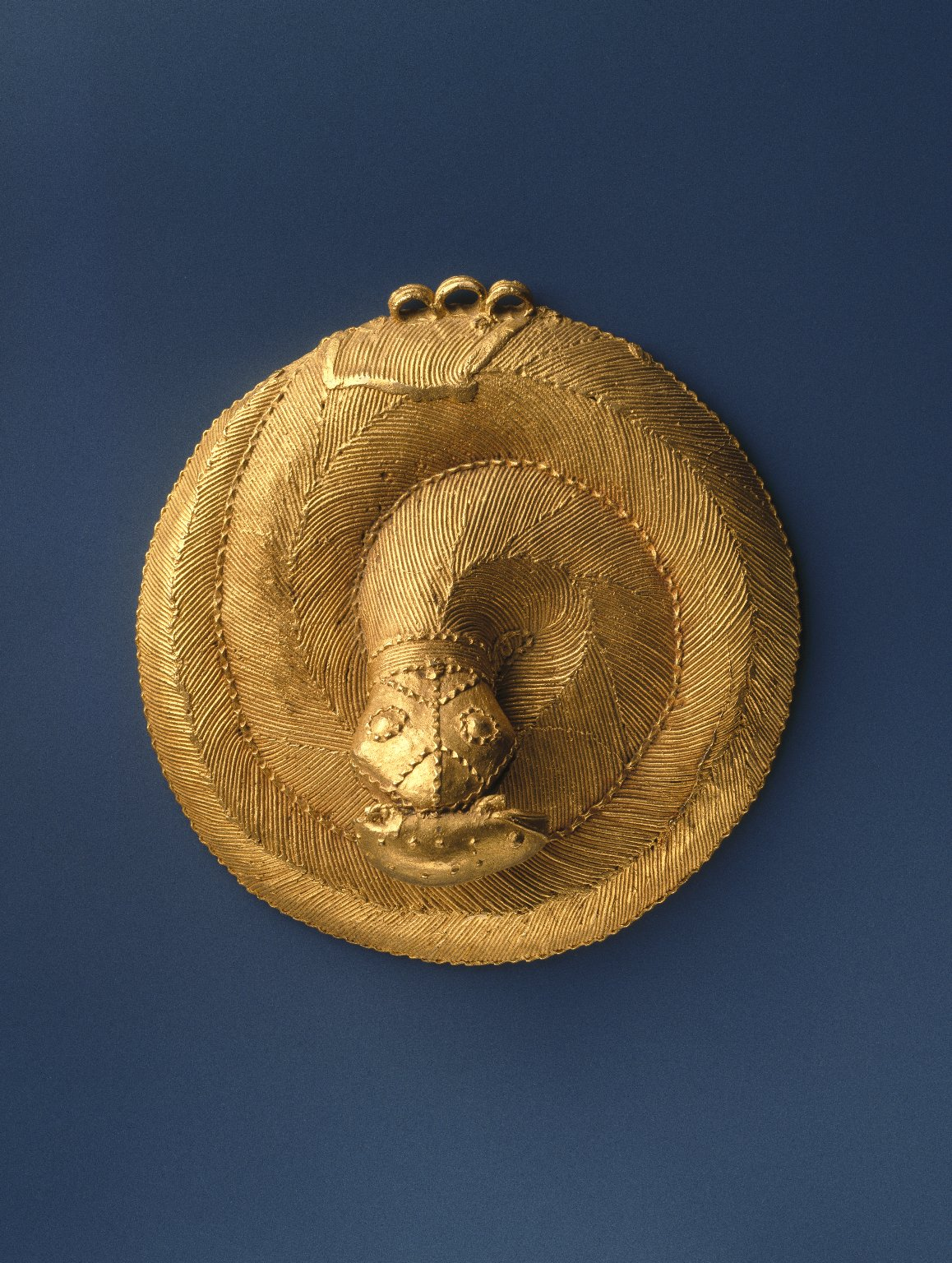
Schlangenanhänger, früher in der Sammlung Ratton, heute im Brooklyn Museum

Ab 1931 war er auch für das Auktionshaus Hôtel Drouot tätig. Er belieferte das 1931 gegründete Kolonialmuseum im Palais de la Porte Dorée und unterschied sich in seinen Ansichten und Handlungen von dem auf der Pariser Kolonialausstellung präsentierten Kolonialismus nur insofern, als der den Kunstcharakter der von ihm gehandelten Objekte betonte. Rattons (durchaus eigennütziges) Verdienst wurde es, die Anerkennung und die Preise für Stammeskunst zu heben.
Im Jahr 1932 wurden von ihm Bronzen aus Benin ausgestellt. Er beschickte 1935 die erste Ausstellung für Negro Art im Museum of Modern Art in New York City, die von Walker Evans dokumentiert wurde. Eine anschließende Ausstellung bei dem Galeristen Pierre Matisse in New York hatte keinen Erfolg, ein US-amerikanischer Markt für Stammeskunst entstand – auch für Ratton – erst 1957 mit der Eröffnung des Museum of Primitive Art. Aus seiner Freundschaft mit den surrealistischen Künstlern Tzara, André Breton und Paul Éluard resultierte im Mai 1936 die Exposition Surréaliste d’Objets in seiner Galerie, einer Vorläuferin der, allerdings nicht von ihm, 1938 durchgeführten Exposition Internationale du Surréalisme. Ratton arrangierte Masken aus Alaska und Neuguinea neben Man Rays Enigme d’Isidore Ducasse. 1937 posierte Adrienne Fidelin für Man Ray mit kongolesischem Kopfschmuck, den Ratton ausstellte. Während der deutschen Besetzung Frankreichs brauchte er seine Kunsthandlung nicht zu schließen und wurde nach dem Krieg der Kollaboration beschuldigt.
1946 traf er die Prognose, dass in Zukunft weniger Kunstobjekte aus den Kolonien angeboten würden, da diese nun (mit seinem Zutun), ausgeplündert waren und da die entstehenden entkolonialisierten Staaten Ausfuhrbeschränkeungen verhängen würden. 1944 freundete er sich mit Jean Dubuffet an und gehörte 1947 zu den Gründern der Compagnie de l’Art Brut. 1953 beriet er Alain Resnais bei dessen antikolonialistischem Dokumentarfilm Les statues meurent aussi. In den 1980er Jahren bot er vergeblich Teile seiner Sammlung dem Louvre an, der zu der Zeit immer noch Vorbehalte gegen nichteuropäische Kunst hegte.
Das Musée du quai Branly widmete ihm 2013 die kuratierte Ausstellung Charles Ratton, l’invention des Arts „primitivs“.

## Schriften (Auswahl)
- mit James Ross: Masques africains. Librairie des arts décoratifs, Paris 1931